# Club de Remo La Planchada
El Club de Remo La Planchada es un club deportivo de El Astillero, Cantabria (España) que fue fundado por la Sociedad Deportiva de Remo Astillero para poder participar con ambas tripulaciones durante los campeonatos a celebrar en la región. Ha disputado regatas en todas las categorías y modalidades de banco fijo, en bateles y trainerillas principalmente.
En el año 2006, disputó el Campeonato Regional de Cantabria de bateles siendo medalla de bronce, lo cual le dio acceso al Campeonato de España donde quedó en cuarto lugar.
- Datos: Q5775085